# Robert II de Namur
Robert II de Namur, mort entre 1018 et 1031, est comte de Namur de 1010 à sa mort. Il est le fils d'Albert Ier, comte de Namur, et peut-être d'Ermengarde de Basse-Lotharingie.
Par sa mère, il est petit-neveu de Lambert Ier, comte de Louvain et l'assiste dans son combat contre Baldéric, évêque de Liège, qu'ils battent le 12 octobre 1012 à Hougaerde. Il participe ensuite en 1015 à la bataille de Florennes. Bien que certains chroniqueurs aient affirmé que Robert mourut à cette même bataille, il y survécut, car il est encore mentionné en 1018 dans un diplôme impérial. 
Il ne se marie pas et c'est son frère Albert II qui lui succède.

## Source
- H. Pirenne, « Robert II de Namur », Académie royale de Belgique, Biographie nationale, vol. 19, Bruxelles, 1907 [détail des éditions], p. 480.